# 哈蒙德冰川
哈蒙德冰川（英語：Hammond Glacier）是南極洲的冰川，位於瑪麗伯德地的福特山脈地區，全長約70公里，最終注入蘇茲貝格灣，該冰川在1934年由美國探險隊發現。
77°25′S 146°0′W / 77.417°S 146.000°W